# Luleå HF
Luleå Hockeyförening (LHF), även kallad Luleå Hockey, bildad 1977 som Groko, är en ishockeyklubb i Luleå, Sverige. Klubben är den nordligaste i Svenska Hockeyligan (SHL) och har vunnit två SM-guld (1996 och 2025), samt vunnit Europaturneringar två gånger; 2012 i European Trophy och säsongen 2014/2015 i CHL.
Luleå HF har spelat i SHL sedan säsongen 1984/1985 och är efter Färjestad BK (som spelat sedan ligans start 1975) den klubb som spelat längst i ligan, utan att hittills ha åkt ut.

## Historia

### De första sju åren
Luleå Hockeyförening bildades den 2 maj 1977 under namnet GroKo Hockey som var en sammanslagning av ishockeysektionerna i IFK Luleå och Luleå SK. Namnet GroKo kom från en av huvudsponsorerna, ett numera nedlagt företag som tillverkade maskiner. Under säsong 1978/1979 gick Luleå HF till playoff till Elitserien, där laget mötte Huddinge IK men förlorade bägge matcherna med sammanlagt 19–6. Klubbens dåvarande tränare var Kjell Widmark, som tidigare spelat i laget.
Luleå var i flera år ett topplag i dåvarande andraserien Division I där klubbar som Kiruna AIF, Timrå IK, Piteå IF och Bodens BK slogs om topplaceringarna. År 1979 bytte klubben namn till Luleå Hockeyförening.
Luleå HF kom upp i Svenska Hockeyligan (dåvarande Elitserien) 1984 och har hittills hållit sig kvar i ligan.

### Luleå HF i SM-finaler
Säsongen 1995/1996 vann Luleå HF sitt första SM-guld. Luleå har spelat sex SM-finaler under sina år i Elitserien och SHL; 1992/1993, 1995/1996, 1996/1997, 2012/2013, 2021/2022 samt 2024/2025. Det dröjde 29 år tills Luleå vann sitt andra SM-guld 2025.

### Svackan efter 1997
Våren 1998 kom Luleå som längst till kvartsfinal där laget förlorade med 3–0 i matcher mot Färjestads BK, för att sedan fortsätta nå semifinal åren 1999-2001.
1997/1998 slutade Luleå 8:a i grundserien, 1998/1999 slutade Luleå 6:a, 1999/2000 slutade Luleå 4:a och 2000/2001 slutade Luleå 6:a.
I slutspelet i den sistnämnda säsongen, tappade Luleå en 3-0-ledning till 3-3 mot Modo i kvartsfinalserien, men Luleå lyckades vinna den 7:e och avgörande matchen.

### Förlorade kvartsfinaler och missade slutspel
Mellan åren 2000 och 2010 slutade Luleå aldrig högre än på 5:e plats i grundserien. Luleå gick vidare till semifinal 2001, men senare säsonger blev det svårare att ta sig dit igen.
I både 2002 (mot Modo Hockey) och 2006 (mot Linköpings HC) års kvartsfinaler lyckades Luleå vinna 2 matcher, men förlorade resten av matcherna i kvartsfinalserien.
2003 (mot Timrå IK), 2005 (mot Frölunda HC) och 2007 (mot Linköpings HC) års kvartsfinaler blev fiaskon för Luleå – som förlorade samtliga med 4–0 i matcher.
I 2004 (mot Färjestads BK) och 2009 (mot Frölunda HC) års kvartsfinaler lyckades Luleå bara vinna 1 match i serierna.
Säsongerna 2007/2008 och 2009/2010 misslyckades laget också nå slutspel och slutade båda säsongerna på 10:e plats i grundserien, men behövde åtminstone inte spela kvalspel. I den förstnämnda säsongen gick Luleå från 11:e plats till 10:e plats i grundserien, efter grundseriens sista omgång. I den sistnämnda säsongen ramlade Luleå däremot från 8:e plats ner till 10:e plats i grundserien, efter grundseriens sista omgång.

### Framgångar efter 2010
Säsongen 2010/11 hade Luleå anlitat Jonas Rönnqvist som ny huvudtränare att ersätta Roger Rönnberg, som gått vidare till att träna juniorlandslaget, med Thomas "Bulan" Berglund och Roger Åkerström som assisterande tränare och Daniel Henriksson som målvaktstränare; alla meriterade före detta LHF-spelare. Vid första landslagsuppehållet, i början av november, hade laget tagit 42 av 57 möjliga poäng och ledde serien med sju poäng närmast före Skellefteå (Luleå hade då vunnit samtliga sina nio hemmamatcher).
Luleå avslutade serien på en fjärdeplats med 84 poäng och slog ut Djurgården Hockey efter en maximalt utdragen kvartsfinalserie om sju möten där Luleå vann den avgörande matchen på hemmaplan efter sudden death. Klubbens första semifinal på tio år förlorades dock mot Skellefteå AIK med 2–4 i matcher. Detta var andra gången som Luleå tappade en 3-0-ledning till 3-3 i en matchserie i slutspel, sedan bäst av 7 infördes i Elitserien 2000.
Luleå HF är hittills det enda laget i SHL:s historia, som har tappat en 3-0-ledning till 3-3 i en matchserie i slutspel. Trots det så har Luleå lyckats vinna den 7:e matchen, både 2001 och 2011.
Luleå vann grundserien i säsongen 2011/12, för första gången sedan guldsäsongen 1995/96 och sin andra gång i historien. Laget valde AIK som kvartsfinalmotståndare, men förlorade serien med 1–4 i matcher. på grund av ett säsongsfacit av enbart segrar. Luleå inledde kvartsfinalen med vinst på hemmaplan, vilket följdes upp av fyra raka förluster och ett oväntat slut på säsongen. AIK hade dessutom föregående säsong lyckats vinna mot dåvarande seriesegrare HV71 i kvartsfinal, med till och med 4-0 i matcher.

### Europatitlar och första SM-finalen sedan 1997
Den 16 december 2012 blev Luleå Hockey vinnare av European Trophy, i final där laget besegrat Färjestads BK med 2–0 i Slovnaft Arena i Bratislava. I Elitseriesäsongen 2012/13 slutade Luleå trea i tabellen, vann kvartsfinalen mot Frölunda HC med 4–2 i matcher och även mot Färjestad i semifinalen med 4–1 i matcher. Klubbens första final på 16 år förlorades mot Skellefteå AIK med 4–0 i matcher (som för övrigt tog sig igenom slutspelet med endast en förlorad match av 13 möjliga).
Den 3 februari 2015 vann Luleå den första upplagan av Europamästerskapsturneringen Champions Hockey League, när laget vann mot Frölunda HC i final med 4–2 i Luleås hemmaarena Coop Norrbotten Arena. Säsongen 2022–2023 gick laget återigen till final, där man förlorade med 2–4 mot Tappara från Finland hemma i Coop Norrbotten Arena.

### Det andra SM-guldet
Efter 29 års väntan, vann Luleå HF återigen SM-guld säsongen 2024/2025. Luleå vann mot Växjö i kvartsfinal med 4-1 i matcher, mot Frölunda i semifinal med 4-2 i matcher och mot Brynäs i final med 4-2 i matcher.
Detta var dessutom sjätte gången gillt, som Luleå lyckades besegra Brynäs i slutspelssammanhang.
- Kvartsfinal 1989: Brynäs vinner mot Luleå med 2-1 i matcher.
- Final 1993: Brynäs vinner mot Luleå med 3-2 i matcher.
- Semifinal 1995: Brynäs vinner mot Luleå med 3-2 i matcher.
- Semifinal 1999: Brynäs vinner mot Luleå med 3-2 i matcher.
- Åttondelsfinal 2018: Brynäs vinner mot Luleå med 2-1 i matcher.
- Final 2025: Luleå vinner mot Brynäs med 4-2 i matcher.

## SM-finaler
- 1993: förlust mot Brynäs IF efter 2–3 i matcher (3-1 borta, 4-2 hemma, 4-7 borta, 2-6 hemma, 1-3 borta)
- 1996: seger mot Västra Frölunda HC med 3–1 i matcher (7-1 hemma, 2-6 borta, 3-2 hemma, 3-2 borta)
- 1997: förlust mot Färjestads BK efter 1–3 i matcher (2-3 hemma, 2-5 borta, 7-2 hemma, 4-7 borta)
- 2013: förlust mot Skellefteå AIK efter 0–4 i matcher (0-1 borta, 2-4 hemma, 1-2 borta, 0-4 hemma)[5]
- 2022: förlust mot Färjestad BK efter 3–4 i matcher (4-1 hemma, 0-4 borta, 5-4 hemma, 2-3 borta, 4-0 hemma, 1-3 borta, 0-3 hemma)
- 2025: seger mot Brynäs IF efter 4-2 i matcher (1-2 borta, 5-2 borta, 5-1 hemma, 3-5 hemma, 6-2 borta, 5-2 hemma)

## Säsonger
| Säsong       | Division            | Placering    | Vårserie/SM                                     | Playoff/Kval/SM-final                              |
| Groko Hockey | Groko Hockey        | Groko Hockey | Groko Hockey                                    | Groko Hockey                                       |
| ------------ | ------------------- | ------------ | ----------------------------------------------- | -------------------------------------------------- |
| 1977/1978    | Division I Norra    | 5            |                                                 |                                                    |
| 1978/1979    | Division I Norra    | 4            | Playoff: Utslagna av Huddinge                   |                                                    |
| Luleå HF     |                     |              |                                                 |                                                    |
| 1979/1980    | Division I Norra    | 3            | Playoff: Besegrar Örebro och Kiruna AIF         | 5:a i kvalserien                                   |
| 1980/1981    | Division I Norra    | 2            | Playoff: Besegrar Västerås, utslagna av HV71    |                                                    |
| 1981/1982    | Division I Norra    | 1            | Playoff: Besegrar Huddinge, utslagna av HV71    |                                                    |
| 1982/1983    | Division I Norra    | 2            | 2:a i Allsvenskan                               | Allsvenska finalen: Förlorar mot Södertälje        |
| 1983/1984    | Division I Norra    | 1            | 1:a i Allsvenskan                               | Allsvenska finalen: Besegrar Hammarby, uppflyttade |
| 1984/1985    | Elitserien          | 5            |                                                 |                                                    |
| 1985/1986    | Elitserien          | 6            |                                                 |                                                    |
| 1986/1987    | Elitserien          | 3            | SM: Utslagna av Färjestad                       |                                                    |
| 1987/1988    | Elitserien          | 9            |                                                 |                                                    |
| 1988/1989    | Elitserien          | 4            | SM: Utslagna av Brynäs                          |                                                    |
| 1989/1990    | Elitserien          | 3            | SM: Besegrar Leksand, utslagna av Djurgården    |                                                    |
| 1990/1991    | Elitserien          | 3            | SM: Besegrar Malmö, utslagna av Färjestad       |                                                    |
| 1991/1992    | Elitserien          | 4            | SM: Utslagna av Djurgården                      |                                                    |
| 1992/1993    | Elitserien          | 6            | SM: Besegrar Färjestad och Djurgården           | SM-final: Förlorar mot Brynäs, SM-silver           |
| 1993/1994    | Elitserien          | 10           |                                                 |                                                    |
| 1994/1995    | Elitserien          | 3            | SM: Besegrar Färjestad, utslagna av Brynäs      |                                                    |
| 1995/1996    | Elitserien          | 1            | SM: Besegrar Malmö och Färjestad                | SM-final: Besegrar Västra Frölunda, SM-guld        |
| 1996/1997    | Elitserien          | 2            | SM: Besegrar Västra Frölunda och AIK            | SM-final: Förlorar mot Färjestad, SM-silver        |
| 1997/1998    | Elitserien          | 8            | SM: Utslagna av Färjestad                       |                                                    |
| 1998/1999    | Elitserien          | 6            | SM: Besegrar Leksand, utslagna av Brynäs        |                                                    |
| 1999/2000    | Elitserien          | 4            | SM: Besegrar Malmö, utslagna av Djurgården      |                                                    |
| 2000/2001    | Elitserien          | 6            | SM: Besegrar Modo, utslagna av Djurgården       |                                                    |
| 2001/2002    | Elitserien          | 7            | SM: Utslagna av Modo                            |                                                    |
| 2002/2003    | Elitserien          | 5            | SM: Utslagna av Timrå                           |                                                    |
| 2003/2004    | Elitserien          | 7            | SM: Utslagna av Färjestad                       |                                                    |
| 2004/2005    | Elitserien          | 7            | SM: Utslagna av Frölunda                        |                                                    |
| 2005/2006    | Elitserien          | 5            | SM: Utslagna av Linköping                       |                                                    |
| 2006/2007    | Elitserien          | 7            | SM: Utslagna av Linköping                       |                                                    |
| 2007/2008    | Elitserien          | 10           |                                                 |                                                    |
| 2008/2009    | Elitserien          | 5            | SM: Utslagna av Frölunda                        |                                                    |
| 2009/2010    | Elitserien          | 10           |                                                 |                                                    |
| 2010/2011    | Elitserien          | 4            | SM: Besegrar Djurgården, utslagna av Skellefteå |                                                    |
| 2011/2012    | Elitserien          | 1            | SM: Utslagna av AIK                             |                                                    |
| 2012/2013    | Elitserien          | 3            | SM: Besegrar Frölunda och Färjestad             | SM-final: Förlorar mot Skellefteå, SM-silver       |
| 2013/2014    | Svenska Hockeyligan | 6            | SM: Utslagna av Växjö Lakers                    |                                                    |
| 2014/2015    | Svenska Hockeyligan | 8            | SM: Besegrar Djurgården, utslagna av Frölunda   |                                                    |
| 2015/2016    | Svenska Hockeyligan | 4            | SM: Besegrar Färjestad, utslagna av Frölunda    |                                                    |
| 2016/2017    | Svenska Hockeyligan | 9            | SM: Utslagna av Malmö                           |                                                    |
| 2017/2018    | Svenska Hockeyligan | 7            | SM: Utslagna av Brynäs                          |                                                    |
| 2018/2019    | Svenska Hockeyligan | 2            | SM: Besegrar Växjö Lakers, utslagna av Frölunda |                                                    |
| 2019/2020    | Svenska Hockeyligan | 1            | SM: inställt                                    |                                                    |
| 2020/2021    | Svenska Hockeyligan | 5            | SM: Utslagna av Skellefteå                      |                                                    |
| 2021/2022    | Svenska Hockeyligan | 2            | SM: Besegrar Örebro och Frölunda                | SM-final: Förlorar mot Färjestad, SM-silver        |
| 2022/2023    | Svenska Hockeyligan | 10           | SM: Besegrar Oskarshamn, utslagna av Växjö      |                                                    |
| 2023/2024    | Svenska Hockeyligan | 7            | SM: Besegrar Örebro, utslagna av Växjö          |                                                    |
| 2024/2025    | Svenska Hockeyligan | 2            | SM: Besegrar Växjö och Frölunda                 | SM-final: Besegrar Brynäs, SM-guld                 |

## Meriter

### Lag
| Seriesegrare            |
| 1996, 2012, 2020        |
| Svenska mästare         |
| 1996, 2025              |
| European Trophy         |
| 2012                    |
| Champions Hockey League |
| 2015                    |

### Individuellt
| Vinnare av Poängligan                                                                       |
| • Lars-Gunnar Pettersson: 1988/1989                                                         |
| • Mika Nieminen: 1994/1995 (delat med Per Erik Eklund, Leksand, som slutade på samma poäng) |
| Vinnare av Skytteligan                                                                      |
| • Lars-Gunnar Pettersson: 1988/1989                                                         |
| Vinnare av Guldpucken                                                                       |
| • Mikael Renberg: 2000/2001                                                                 |
| Vinnare av Guldhjälmen                                                                      |
| • Jarmo Myllys: 1996/1997                                                                   |
| Vinnare av Honkens trofé                                                                    |
| • Joel Lassinantti: 2014/2015                                                               |
| Vinnare av Salming Trophy                                                                   |
| • Nils Lundkvist: 2020/2021                                                                 |
| • Erik Gustafsson: 2018/2019                                                                |
| Årets Rookie                                                                                |
| • Jan Mertzig: 1995/1996                                                                    |
| Årets Junior i svensk ishockey                                                              |
| • Mattias Öhlund: 1995/1996                                                                 |
| Årets gentleman (Rinkens riddare)                                                           |
| • Erik Gustafsson: 2021/2022                                                                |

## Klubbrekord

### Grundserien och slutspel
| Flest matcher:           | 1002 - Jan Sandström   |
| Flest mål:               | 212 - Lars Hurtig      |
| Flest assist:            | 414 - Stefan Nilsson   |
| Flest poäng:             | 538 - Stefan Nilsson   |
| Flest utvisningsminuter: | 1266 - Thomas Berglund |
|                          |                        |
| Backar                   |                        |
| Flest mål:               | 89 - Roger Åkerström   |
| Flest assist:            | 165 - Roger Åkerström  |
| Flest poäng:             | 254 - Roger Åkerström  |

| Målvakter      |                       |
| Flest matcher: | 347 - Jarmo Myllys    |
| Flest nollor:  | 46 - Joel Lassinantti |
| Flest mål:     | 2 - Jarmo Myllys      |
| Flest assist:  | 17 - Jarmo Myllys     |
| Flest poäng:   | 19 - Jarmo Myllys     |

### Grundserien
| Flest mål:               | 30 - L-G Pettersson 1990/91                                                                  |
| Flest assist:            | 40 - Stefan Nilsson 1991/92                                                                  |
| Flest poäng:             | 58 - Linus Omark (21+37) 2021/22                                                             |
| Flest utvisningsminuter: | 164 - Thomas Berglund 2003/04                                                                |
|                          |                                                                                              |
| Flest nollor:            | 6 - Jarmo Myllys 1995/96, 1997/99, 1999/00, Anders Nilsson 2010/11, Johan Gustafsson 2011/12 |
| Högst räddningsprocent:  | 93,25 - Johan Gustafsson 2012/13                                                             |
| Lägst målsnitt:          | 1,59 - Joel Lassinantti 2019/20                                                              |

### Slutspel
| Flest mål:               | 12 - Pontus Andreasson 2024/25 |
| Flest assist:            | 18 - Frederic Allard 2024/25   |
| Flest poäng:             | 21 - Frederic Allard 2024/25   |
| Flest utvisningsminuter: | 50 - Jaroslav Obsut 2004/05    |

### Säsong samt slutspel

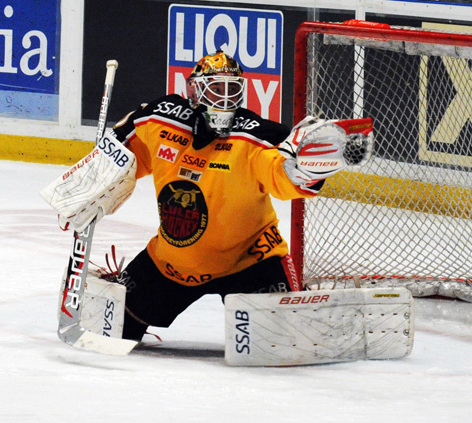
David Rautio med Stålmannen (användes 1979-1994, sedan återupptogs 2018-).

| Flest mål:               | 33 - Thomas Sjögren 1998/99                      |
| Flest assist:            | 50 - Stefan Nilsson 1996/97, Linus Omark 2021/22 |
| Flest poäng:             | 75 - Linus Omark 2021/22                         |
| Flest utvisningsminuter: | 174 - Thomas Berglund 2003/04                    |

## Logotyp och lagfärger

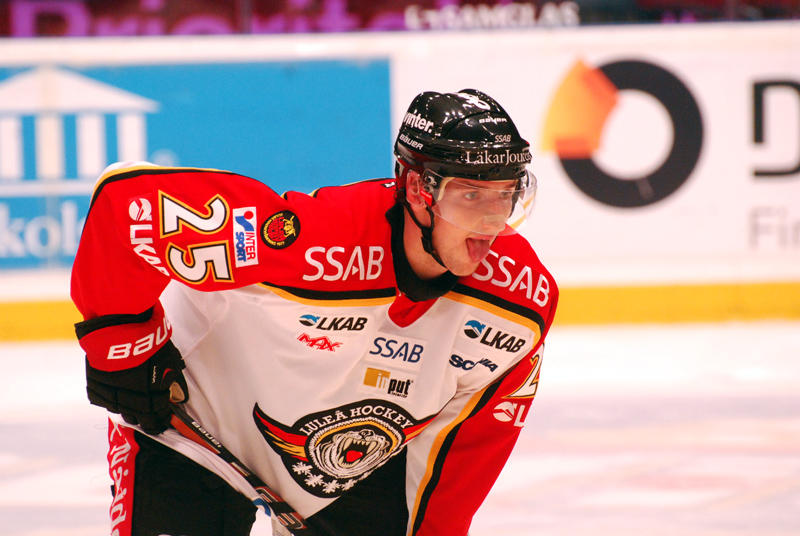
Anton Hedman med Björnen (som användes mellan 1994 och 2018).

Stina Åström tecknade vad som i folkmun kallas för Stålmannen när GroKo Hockey bildades 1977. En hockeyspelare som höjer klubban ovanför sig i gult med klubbnamnet i rött. Färgerna rött, gult och svart valde Stina då de skulle signalera för alla att Luleå var vinnare och samtidigt skickar färgerna en varning, likt varningsmärken i trafiken, till motståndet.
1979 när GroKo Hockey blev Luleå Hockey fick Stålmannen sitt nuvarande utseende, samma hockeyspelare med klubben höjt ovanför sig i en målgest. Men det lades till en svart cirkel runt om honom likt en hockeypuck. Från säsongen 1994/1995 till och med säsongen 2017/2018 antog klubben en mer NHL-inspirerad logo. En björn med vidöppen mun, vassa tänder och tungan lite format som ett hjärta. Inkapslad i svart-gul krage med frostkanter, åtta stycken snöflingor under, röd-gula norrskensflammor på vänster och höger sida samt "Luleå Hockey" ovan i vit text. Efter en föreningsstämma där supportrar fått rösta inför säsongen 2018/2019 bytte klubben tillbaka till gamla Stålmannen.
Sedan 1994 använder Luleå ett björngap, som lagets spelare åker igenom, innan de kommer in på isen (inspirerat av San Jose Sharks "hajgap"). Björngapet är byggt i trä, sprutar eld genom nosen och har blodiga tänder. Klubben har behållit björngapet även efter återgången till Stålmannen som logo. Luleå har tidigare haft två maskotar på hemmamatcherna, björnarna Isidor och Doris, och även en cheerleadingklack på matcherna, Björnligan.

## Supporterstöd
Luleå Hockeys officiella supporterklubb LuleåFans befinner sig under match på ståplats, oftast benämnd H-läktaren. Efter en ombyggnad av Coop Arena kallas deras ståplats fortfarande "H-läktaren" (denna har även kallats för "Apberget"). Supporterklubben bildades 1994 under namnet Red Tags. Före 1994 fanns ingen organiserad supporterklubb, dock fortfarande en klack.
Det finns även en sektion i södra Sverige, kallat LuleåFans Syd.

### Utnämnda hederssupportrar för Luleå HF
- Thomas Fogdö, före detta slalomåkare
- Gry Forssell, programledare
- Martin "E-type" Erikson, artist
- Kjell Sundvall, regissör[8]

## Lagkaptener
| År        | Kapten                   |
| --------- | ------------------------ |
| 1977–1978 | Håkan Karlsson           |
| 1978–1979 | Thomas Bäckström         |
| 1979–1984 | Torbjörn Köhler          |
| 1984–1988 | Lars Lindgren            |
| 1988–1992 | Lars-Gunnar Pettersson   |
| 1992–1998 | Stefan "Skuggan" Nilsson |
| 1998–2005 | Roger Åkerström          |
| 2005–2007 | Mikael Renberg           |
| 2007–2011 | Anders Burström          |
| 2011–2012 | Niclas Wallin            |
| 2012–2015 | Chris Abbott             |
| 2015–2017 | Johan Harju              |
| 2017–2018 | Niklas Olausson          |
| 2018–     | Erik Gustafsson          |

## Kult- och stjärnspelare
Spelare med fet text betyder att denne fortfarande spelar i Luleå HF.

### EnligtElite Prospects
| - Cam Abbott - Chris Abbott - Mika Alatalo - Ľuboš Bartečko - Sergej Bautin - Jonas Berglund - Thomas Berglund - Mats Blomqvist - Anders Burström - Peter Cehlárik - Martin Chabada - Lars Edström - Einar Emanuelsson - Petter Emanuelsson - Bo Eriksson - Karl Fabricius - Johan Forsberg - Johan Fransson - Erik Gustafsson - Johan Harju - Jonathan Hedström - Kari Heikkilä - Jens Hellgren - Daniel Henriksson - Tomas Holmström | - Martin Hosták - Lars Hurtig - Christián Jaroš - Stefan Jonsson - Timo Jutila - Pauli Järvinen - Pekka Karjala - Rolf Karlsson - Linus Klasen - Jiří Kučera - Torbjörn Köhler - Kjell Landström - Joel Lassinantti - Per Ledin - Torbjörn Lindberg - Jari Lindgren - Lars Lindgren - Isac Lundeström - Jan Mertzig - Roger Mikko - Jarmo Myllys - Lars-Göran Niemi - Mika Nieminen - Petter Nilsson - Stefan Nilsson | - Hans Norberg - Robert Nordberg - Robert Nordmark - Jaroslav Obšut - Niklas Olausson - Linus Omark - Vladimír Országh - Lennart Petrell - Lars-Gunnar Pettersson - Mikael Renberg - Veli-Matti Ruisma - Jonas Rönnqvist - Jan Sandström - Jesper Sellgren - Ville Sirén - Robert Skoog - Pavel Skrbek - Steve Staios - Johan Strömwall - Erik Stålnacke - Joonas Vihko - Justin Williams - Roger Åkerström - Mattias Öhlund - Matz Öman |

### Övriga kända spelare

#### Som har spelat många matcher med Luleå HF
- Oscar Engsund (383 matcher)
- Lars Modig (467 matcher)
- David Rautio (målvakt, 163 matcher)
- Pontus Själin (484 matcher)
- Osmo Soutukorva (372 matcher)

#### Som har spelat minst 300 matcher i NHL
- Manny Fernandez
- Leo Komarov
- Janne Niinimaa
- Branko Radivojevič
- Niclas Wallin

## Pensionerade tröjnummer i Luleå HF
- #4 – Stefan "Skuggan" Nilsson
- #7 – Jan Sandström
- #12 – Johan Strömwall
- #22 – Hans Norberg (hans tröja hänger inte i taket)
- #28 – Roger Åkerström
- #35 – Jarmo Myllys

## Tränare
| År           | Tränare                                                                             |
| ------------ | ----------------------------------------------------------------------------------- |
| 1977–1978    | Lars-Åke Sivertsson                                                                 |
| 1978–1982    | Kjell Widmark                                                                       |
| 1982–1984    | Freddy Lindfors, assisterande Per Ceder                                             |
| 1984–1985    | Freddy Lindfors                                                                     |
| 1985–1986    | Hans Lindberg, assisterande Lars Bergström                                          |
| 1986–1988    | Freddy Lindfors, assisterande Lars Bergström och Ulf Taavola                        |
| 1988–1991    | Mikael Lundström, assisterande Lars Bergström och Thomas Bäckström                  |
| 1991–1993    | Freddy Lindfors, assisterande Lars Lindgren                                         |
| 1993–1994    | Sakari Pietilä                                                                      |
| 1994–1998    | Lars Bergström, assisterande Thomas Bäckström                                       |
| 1998–2002    | Ulf Taavola, assisterande Lars Modig                                                |
| 2002–2003    | Ulf Taavola, assisterande Mikael Andersson                                          |
| 2003–2005    | Mikael Andersson och Jens Hellgren                                                  |
| 2005–2007    | Slavomir Lener, assisterande Jens Hellgren och Roger Rönnberg                       |
| 2007–2010    | Roger Rönnberg och Roger Kyrö                                                       |
| 2010–2014    | Jonas Rönnqvist, assisterande Thomas Berglund och Roger Åkerström                   |
| 2014–2016    | Joakim Fagervall, assisterande Stefan Nilsson och Anders Burström                   |
| 2016–2017    | Stefan Nilsson, assisterande Petter Lasu Nilsson och Anders Burström                |
| våren 2017   | Petter Lasu Nilsson, assisterande Anders Burström                                   |
| hösten 2017– | Thomas Berglund, assisterande Henrik Stridh, Roger Kyrö och Antti Alamäki (vikarie) |

### Målvaktstränare
| År        | Tränare           |
| --------- | ----------------- |
| 1998–2004 | Pekka Lindmark    |
| 2004–2005 | Göte Wälitalo     |
| 2007–2008 | Stefan Ladhe      |
| 2008–2010 | Fredrik Mikko     |
| 2010–2014 | Daniel Henriksson |
| 2014–     | Gusten Törnqvist  |

## Laguppställning
Uppdaterad den 30 maj 2025.

| Nr | Nat      | Spelare             | Pos  | S/H | Ålder | Värvad  | Födelseort                            |
| -- | -------- | ------------------- | ---- | --- | ----- | ------- | ------------------------------------- |
| 3  | Kanada   | Frédéric Allard     | B    | R   | 27    | 2023/24 | Saint-Sauveur, Québec, Kanada         |
| 96 | Sverige  | Pontus Andreasson   | C    | L   | 26    | 2023/24 | Munkedal, Västra Götaland, Sverige    |
| 14 | Sverige  | Jonas Berglund      | C    | L   | 34    | 2017/18 | Älvsbyn, Norrbotten, Sverige          |
| 86 | Sverige  | Mathias Bromé       | W    | L   | 30    | 2024/25 | Örby, Stockholms län, Sverige         |
| 10 | Sverige  | Einar Emanuelsson   | RW   | R   | 28    | 2016/17 | Kiruna, Norrbotten, Sverige           |
| 32 | Sverige  | Oscar Engsund       | B    | L   | 31    | 2025/26 | Göteborg, Göteborg och Bohus, Sverige |
| 25 | Sverige  | Filip Eriksson      | C    | R   | 20    | 2025/26 | Ljungby, Kronoberg, Sverige           |
| 15 | Sverige  | David Granberg      | C    | L   | 20    | 2024/25 | Piteå, Norrbotten, Sverige            |
| 29 | Sverige  | Erik Gustafsson (C) | B    | L   | 36    | 2018/19 | Sundsvall, Västernorrland, Sverige    |
| 6  | Sverige  | Isac Hedqvist       | C    | L   | 20    | 2023/24 | Örnsköldsvik, Västernorrland, Sverige |
|    | Sverige  | William Håkansson   | B    | L   | 17    | 2025    | Solna, Stockholms län, Sverige        |
|    | Sverige  | Jakob Ihs-Wozniak   | RW   | R   | 18    | 2025    | Adelaide, South Australia, Australien |
| 13 | Finland  | Eetu Koivistoinen   | C/LW | L   | 29    | 2024/25 | Tammerfors, Birkaland, Finland        |
| 55 | Finland  | Kasper Kotkansalo   | B    | L   | 26    | 2025/26 | Esbo, Nyland, Finland                 |
| 34 | Sverige  | Joel Lassinantti    | M    | L   | 32    | 2020/21 | Luleå, Norrbotten, Sverige            |
| 82 | Finland  | Otto Leskinen       | B    | L   | 28    | 2024/25 | Pieksämäki, Södra Savolax, Finland    |
| 76 | Finland  | Anton Levtchi       | LW   | L   | 29    | 2024/25 | Varkaus, Norra Savolax, Finland       |
|    | Finland  | Heikki Liedes       | C    | L   | 32    | 2025/26 | Helsingfors, Nyland, Finland          |
| 33 | Sverige  | Albin Lundin        | C/LW | L   | 29    | 2024/25 | Stockholm, Stockholms län, Sverige    |
| 51 | Finland  | Markus Nurmi        | W    | R   | 26    | 2024/25 | Åbo, Egentliga Finland, Finland       |
| 91 | USA      | Brian O'Neill       | C/RW | R   | 36    | 2024/25 | Yardley, Pennsylvania, USA            |
| 23 | Sverige  | Jesper Sellgren     | B    | L   | 26    | 2022/23 | Örnsköldsvik, Västernorrland, Sverige |
| 24 | Kanada   | Brendan Shinnimin   | C/LW | L   | 34    | 2021/22 | East St. Paul, Manitoba, Kanada       |
| 39 | Sverige  | Pontus Själin       | B    | L   | 28    | 2015/16 | Östersund, Jämtland, Sverige          |
| 31 | Sverige  | Matteus Ward        | M    | L   | 23    | 2022/23 | Nyköping, Södermanland, Sverige       |

## Sportchefer
| År        | Sportchef                |
| --------- | ------------------------ |
| 2006-2007 | Lars Modig               |
| 2007-2008 | Hans Huczkowski          |
| 2008-2017 | Lars "Osten" Bergström   |
| 2017-2024 | Stefan "Skuggan" Nilsson |
| 2024-     | Thomas Fröberg           |

## Damlag
Huvudartikel: Luleå HF/MSSK
Efter en hårdsatsning på damsidan från Luleå HF slog klubben samman med MSSK. Säsongen 2015/16 gick damsektionen ihop med Munksund-Skuthamns SK:s damishockeylag (från Piteå), som spelar i Riksserien. Laget spelar hemmamatcher i Coop Norrbotten Arena i Luleå samt ett fåtal i LF Arena i Piteå 
Debutsäsongen för Luleå Hockey i Riksserien blev en succé. Med ett stjärnspäckat lag på pappret blev Luleå/MSSK favorittippat att ta hem SM-guldet. Laget höll för favorittrycket och tog sig till sitt första slutspel. Det nya damlaget tog Luleå och Luleå HF-fansen med storm med publikrekord för Riksserien både i grundserien och i slutspelet. 
Efter att slagit ut Brynäs i kvartsfinal och AIK i semifinal väntade regerande mästarinnorna de senaste två säsongerna Linköping i final. Luleå/MSSK lyckades vända underläget 0-1 i matcher efter att matchserien flyttat till Luleå. Inför 4179 personer på läktarna kunde Luleå/MSSK säkra sitt första SM-guld med siffrorna 4-1.
Stjärnvärvningarna Emma Nordin och Michelle Karvinen blev Luleås mest tongivande spelare under säsongen. Den dynamiska duon Nordin/Karvinen slutade båda två i topp 3 i Riksseriens poängliga: 62p respektive 79p. 